# Silas Woodson
Silas Woodson, född 18 maj 1819 i Barbourville, Kentucky, död 9 oktober 1896 i Saint Joseph, Missouri, var en amerikansk demokratisk politiker. Han var Missouris guvernör 1873–1875.
Woodson studerade juridik och inledde 1840 sin karriär som advokat i Kentucky. Han var ledamot av Kentuckys representanthus 1842 och 1853–1855 samt Missouris statssekreterare 1860–1870.
Woodson efterträdde 1873 B. Gratz Brown som Missouris guvernör och efterträddes 1875 av Charles Henry Hardin.
Woodsons gravsten vandaliserades på Mount Mora Cemetery i Saint Joseph år 2006.